# Peter Heinrich Thielen

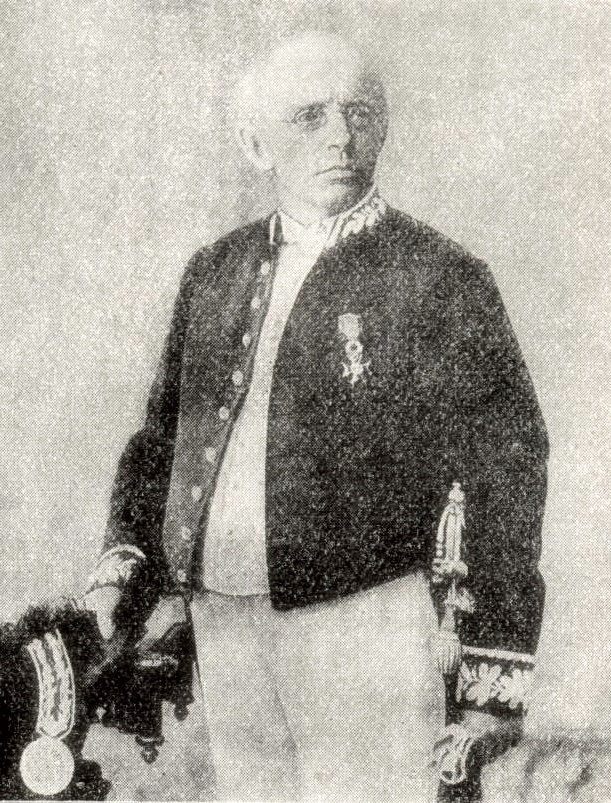
Peter Heinrich Thielen als bayerischer Musikdirektor, mit dem päpstlichen Gregoriusorden

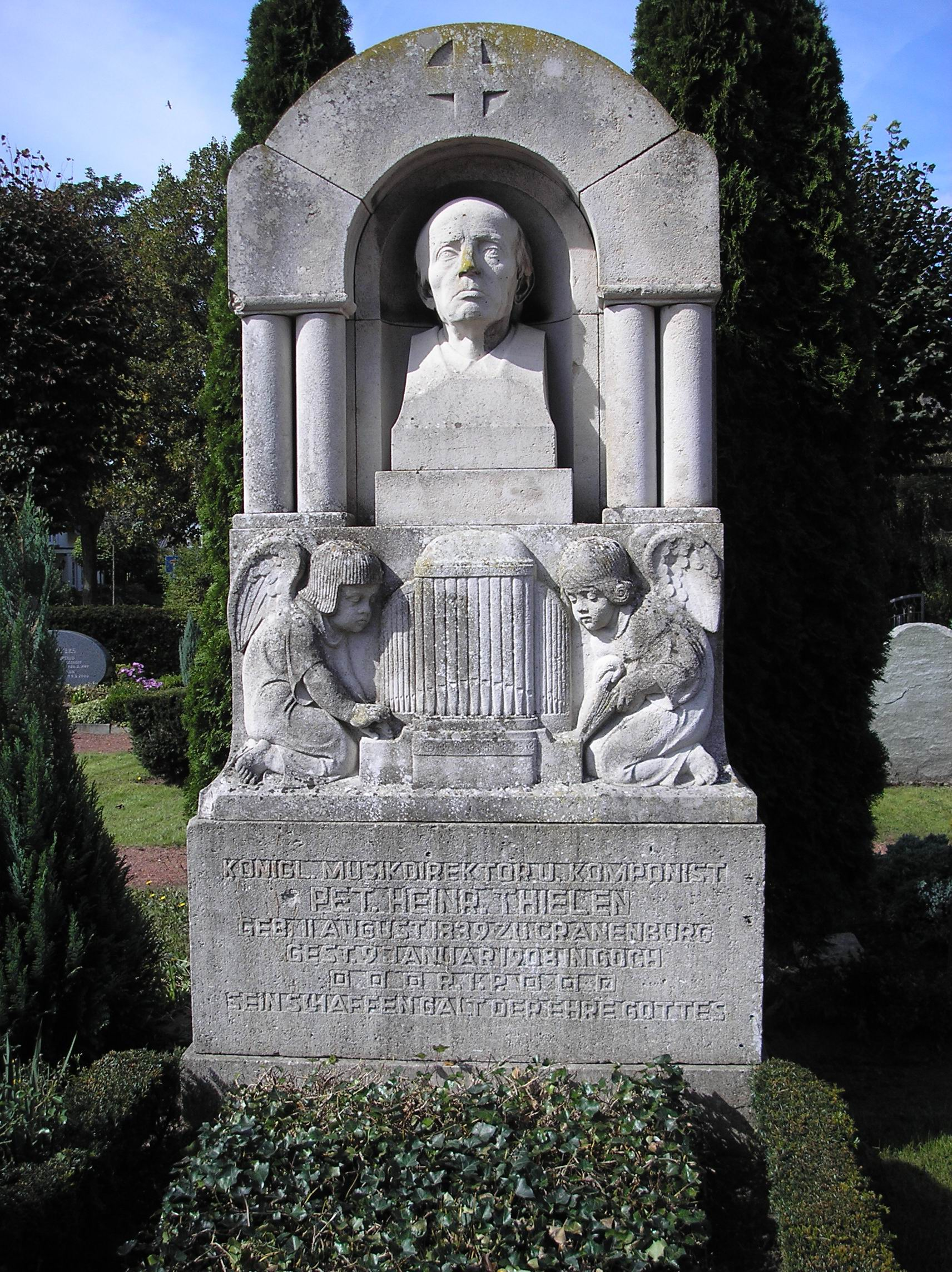
Thielen-Grabmal auf dem Friedhof von Kranenburg

Peter Heinrich Thielen (* 11. August 1839 in Kranenburg; † 9. Januar 1908 in Goch) war ein deutscher Organist und Komponist.
Peter Heinrich Thielen wurde geboren als Sohn des Schusters Heinrich Thielen und dessen Ehefrau Maria. Im Hauptberuf war er Gemeindeschreiber von Kranenburg, wirkte aber nebenbei als Organist und Chorleiter an der dortigen Pfarrkirche St. Peter und Paul, in deren Nähe auch sein Wohnhaus stand. 1874 nahm Thielen seinen Dienst an der Gocher Pfarrkirche St. Maria Magdalena auf.
Er orientierte sich musikalisch stark an der Strömung des Cäcilianismus. Thielens Kompositionen fanden im gesamten deutschsprachigen katholischen Raum Beachtung. 1898 ernannte ihn Papst Leo XIII. zum Ritter des Gregorius-Ordens. Vom bayerischen Regenten erhielt Thielen zum Dank für die Komposition eines "Ave Maria für 16 Singstimmen in vier Chören", anlässlich der silbernen Hochzeit von Herzog Carl Theodor in Bayern und seiner Gemahlin Maria Josepha von Portugal, am 29. April 1899 die Maximilians-Medaille für Kunst und Wissenschaft; seit 31. Juli 1903 durfte er den Ehrentitel „Königlicher Bayerischer Musikdirektor“ tragen. Seine Kompositionen vermachte er der Kirchenmusikschule Regensburg.
Das Grabmal Thielens befindet sich auf dem Friedhof in Kranenburg; dort war er auch Ehrenbürger und eine Straße trägt seinen Namen. Im Sterbeort Goch ist ebenfalls eine Straße nach dem Kirchenmusiker benannt.